# Justícia restaurativa

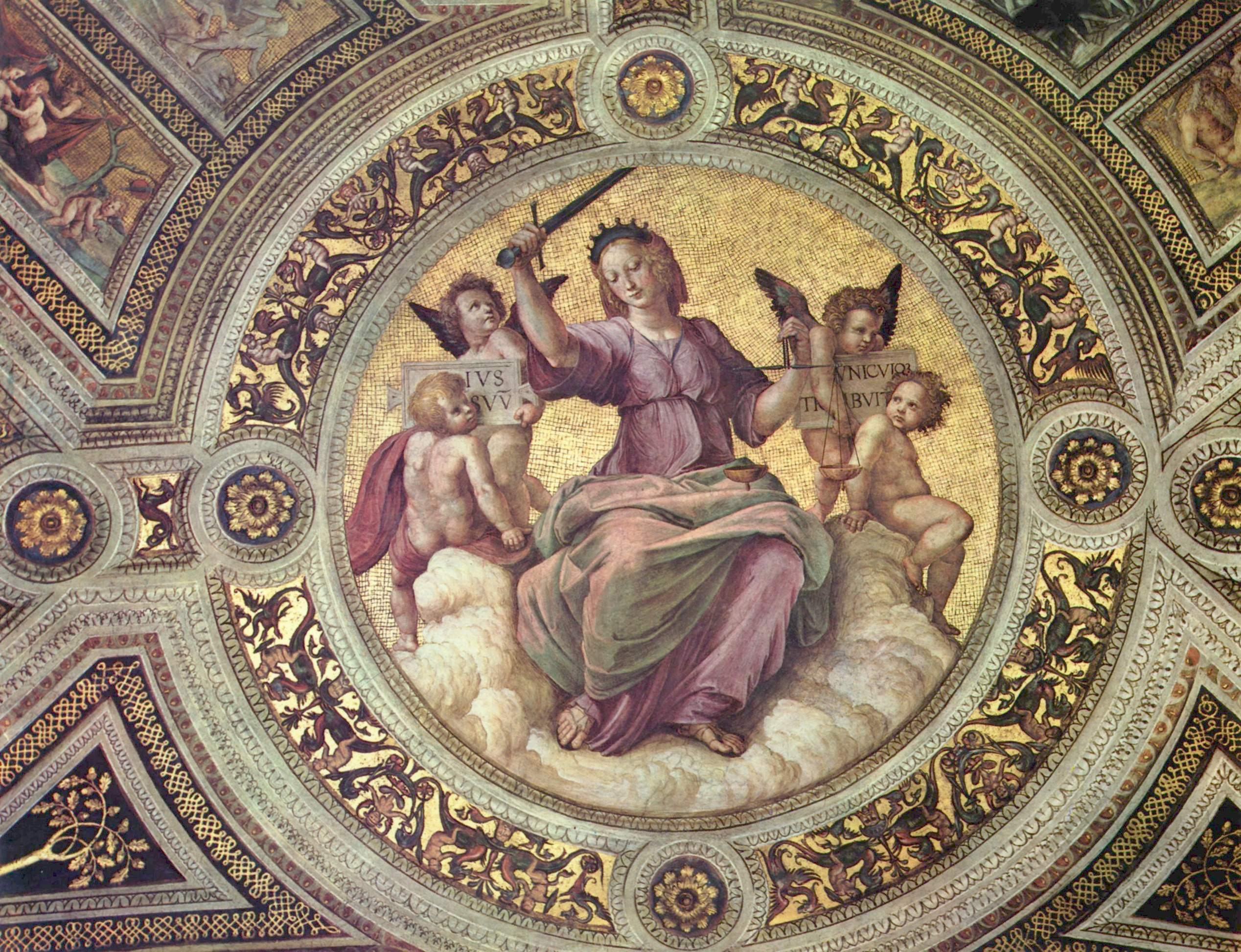
Al·legoria de la justícia.

La Justícia restaurativa és un moviment per donar resposta als fenòmens delictius mitjançant el rescabalament dels possibles danys que hagin patit víctimes, delinqüents i la comunitat de ciutadans en general.
Fruit de la insatisfacció i frustració amb els resultats de la justícia tradicional, molts països es plantegen respostes alternatives al delicte i als desordres socials. Alternatives que proporcionen a les parts involucrades, i a la mateixa comunitat, l'oportunitat de participar en la resolució dels conflictes i abordar-ne les conseqüències. enfocant-se en la compensació del dany a les víctimes, fent els delinqüents responsables de les seves accions i també, sovint, involucrant la comunitat en la resolució del conflicte.
És un concepte evolutiu i sense una única fórmula d'aplicació; cal adaptar els processos als diversos contextos culturals i a les necessitats de les diferents comunitats.
La participació de les parts és essencial al procés per aconseguir la construcció de relacions i reconciliacions, així com el desenvolupament d'acords sobre un resultat desitjat per les víctimes i pels delinqüents.
Les característiques per una aplicació d'aquests processos han d'orientar-se a:
- Una resposta adaptada a les circumstàncies del delicte, del delinqüent i la víctima, tractant cada cas individualment.
- Una resposta al delicte amb respecte de la dignitat i la igualtat de cadascuna de les persones, que promogui l'harmonia social i la reparació de víctimes, delinqüents i les comunitats afectades.
- Una alternativa viable al sistema de justícia penal tradicional i l'estigmatització dels delinqüents.
- Un mètode que sigui complementari amb els processos i les sancions de la justícia penal tradicional.
- Un mètode que incorpora la solució dels problemes i està dirigit a les causes subjacents del conflicte.[1]

## Antecedents
A partir dels anys setanta, a conseqüència del desenvolupament d'experiències pràctiques portades a terme arreu del món, existeix un corrent internacional cada vegada més sòlid que propugna la incorporació de la justícia restaurativa als sistemes judicials de les diferents societats.
Es considera que la major aportació al concepte de Justícia Restaurativa la fa el treball publicat als anys setanta per Nils Christie on defensa la idea d'una alternativa, en què les parts en conflicte, per elles mateixes, participen activament en el procés per trobar una solució als seus problemes.
Zehr, en el seu treball Retributive justice, restorative justice: New perspectives in crime and justice (1985) presenta el model de Justícia Restaurativa com un paradigma alternatiu de Justícia, en oposició al sistema tradicional de Justícia Retributiva. En la seva visió presenta els beneficis que per a les víctimes i pels seus delinqüents suposa l'assumpció de la responsabilitat dels fets, fent bé allò que estava mal fet prèviament, reparant el dany inferit i afirma que la relació víctima- delinqüent suposa una reestructuració dels danys morals i materials.
Altres autors com Wriht, Umbreit, Harding (1989) introdueixen la idea del dany causat com un instrument positiu per a reintegrar als delinqüents a les seves comunitats.
Heike i Marshall emmarquen els orígens del moviment de Justícia Restaurativa en aquestes raons:
- Accés a la justícia, es tracta de permetre a les persones participar més directament a controlar les infraccions: apropar les institucions judicials a la població.
- Moviment de les víctimes, que el seu objectiu seria satisfer les necessitats de les víctimes a l'àmbit material y psicològic. Abolicionisme: és a dir, alliberar del domini de l'Estat i de la burocràcia i, en particular, suprimir les presons.
- Descentralització i control per la comunitat local: crear espais e institucions comunitàries per tractar els enfrontaments sorgits a la comunitat.
- Justícia participativa: fer participar la població en la regulació de les infraccions penals per a treure partit dels recursos de la societat.
- Professionals socials: reduir el nombre de delictes animant la responsabilitat social dels delinqüents, fent participar la seva família o altres membres del seu entorn i atenuant els estigmes de la repressió.
- A petició dels membres de les professions jurídiques i diversos grups de pressió liberals que demanen trobar medis més eficaços per a reduir la criminalitat i que al mateix temps siguin medis més humans i que es fonamentin menys en la sanció.
- Atenent al nombre de casos tractats i a la crisi dels recursos en justícia penal s'han de trobar mètodes menys costosos y que tinguin com a objectiu la calma per a tractar la criminalitat.
- Privatització: reduir la responsabilitat de l'Estat afavorint les forces del mercat.
- Moviment de la regulació dels enfrontaments (ADR): aplicar tècniques constructives de regulació de conflictes i dels seus problemes per aconseguir solucions més prolongades.
- Justícia rehabilitadora: sintetitza l'anterior.

## Orígens antropològics de la justícia Restaurativa: Els cercles restauratius.Peacemaking
Segons la perspectiva de Paul McCold a la majoria de cultures i tradicions aborígens el cercle és una forma sagrada. A través d'ells es donaven problemàtiques derivades dels crims, de l'organització social i de la quotidianitat. Qualsevol qüestió que pertorbés l'ordre i la pau de la comunitat o a un dels membres era tractada al cercle amb la finalitat d'obtenir una solució al·legada democràticament, expressant la llibertat. De vegades els cercles estan formats per membres jerarquitzats que donen consell a l'individu o al conjunt de la societat, una vegada escoltat el problema i tenint en compte totes les parts involucrades, les situacions similars, la situació mateixa i els establiments dels caps.
Als Estats Units els aborígens Navahos fan servir aquest cercles com un instrument restauratiu: si una persona se sent ofesa se li demana a l'ofensor que repari aquest acte amb una compensació. Aquesta demanda també serveix perquè la relació entre les parts s'equilibri. Si això falla, l'ofès es dirigeix a un líder comunal perquè organitzi un cercle per fer la pau (peacemaking circle), és a dir, les famílies d'ambdues parts no es confronten sinó que totes juntes intenten d'arribar a una solució. Cal dir que avui en dia els navaho continuen amb el mateix procés assistits per un lletrat assignat per les comunitats per a adaptar-se a les lleis.
Un altre concepte antropològic que es relaciona amb la justícia restaurativa és el de ubuntu, és una regla ètica o ideologia sud-africana enfocada cap a la lleialtat de les persones i les relacions entre aquestes. La paraula prové de les llengües zulu i xosa i el terme té diverses traduccions, l'original vol dir "una persona és una persona a causa dels altres". El significat envolta la cooperació mútua i el més profund respecte cap a tots els éssers humans. A l'àmbit de reparació s'intenta fomentar aquest valor per a obtenir millors resultats a les comunitats africanes, i actualment les institucions de mediació occidentals el fan servir per a encaminar i aconsellar a les parts conflictuals.

## La justícia restaurativa alseglexx
Europa: El projecte Alternativenwurf Wiedergutmachung (AE-WGM)
- Aquest apartat està fet a partir del capítol VII "Les noves tendències de la política criminal: alternatives a la pena tradicional relacionades amb la reparació de la víctima" de l'obra  La reparació del dany causat pel delicte[2], de Margarita Roig Torres.

El 1962 un cercle de juristes de la República Federal Alemanya, Àustria i Suïssa es van oposar al projecte de reforma del Codi Penal Alemany de 1962 - el qual enduria les penes i les mesures de seguretat - començant a redactar alternatives i, sobretot als anys vuitanta, posarem la seva mirada en la víctima, discutint el paper de la reparació en aquest àmbit.
El 1992 aquests individus de l'entorn jurista, uns quinze professionals, els més destacats Claus Roxin i H. Schöch redacten un projecte alternatiu basant-se en el fet que la reparació no només hauria de ser un mitjà de compensació per a la víctima sinó també un element influenciador sobre el concepte de resocialització. La nova postura es fonamenta en el principi de subsidiareitat en tant que s'exigeix que s'imposi la pena en la mesura en què sigui necessària per a restablir l'ordre social i garantir la prevenció de futurs delictes. Així doncs l'objectiu principal és integrar la reparació en el sistema processal i de sancions vigents, evitant la pena en la mesura del possible.
La definició que donen de reparació és "la compensació dels efectes del fet mitjançant una prestació voluntària de l'autor". L'escrit va constar d'una regulació basada en propostes legislatives de caràcter processal i l'apartat d'execució penal de la "tercera via" (s'entenen com a primera les penes privatives de llibertat i com a segona les mesures de seguretat). En ell s'identifiquen tres principis estructurats de la nova sanció: voluntarietat, eficàcia i universalitat, els quals diferencien el projecte de la reparació de perjudicis pròpia del dret civil.
El principi de voluntarietat contempla que si el condemnat no està d'acord amb portar a terme l'acte de reparació no té cap sentit obligar-lo, ja que no es compleixen els objectius i ni tan sols s'aconsegueix la conciliació personal entre l'autor del delicte i la víctima, allò que Eser, anomenava la "pau jurídica"; no només la restauració material del dany sinó també espiritual.
L'últim principi és el d'aplicabilitat universal en tant que l'AE-WGM contempla la tercera via per a qualsevol tipologia de delicte, inclosos aquells que no han arribat a ser consumats – grau de temptativa, delictes sense dany civil o sense víctima en concret – per exemple en el cas català seria un delicte contra la salut pública: tinença o tràfic de drogues i es repararia a la comunitat, al conjunt de la societat. Per a Schöch, "la idea de reparació hauria de regir en el conjunt del Dret penal i el Processal Penal, sense estar limitat als delictes lleus".
Quant a l'execució dels actes restauradors el projecte contempla diverses prestacions reparadores en tant que dependran del delicte i la situació; això és un element molt important, ja que estableix una finestra oberta per a emmotllar la restauració, donant flexibilitat, comoditat, la qual cosa repercuteix en l'eficàcia. En l'escrit s'enumeren algunes formes com prestacions laborals amb utilitat social i individual cap a la víctima, regals a l'ofès o prestacions immaterials, la disculpa i una conversa de reconciliació o qualsevol cosa que demani la víctima i ambdues parts estiguin d'acord i compleixen els objectius de la sanció reparadora.
Respecte a l'impacte del projecte AE-WGM, les crítiques més substancials refereixen en primer lloc, a l'efecte intimidatori d'aquesta tercera via de reparació en tant que no tindria cap sentit a la prevenció general, és a dir, que no seria un element amb eficàcia dissuasiva al conjunt de la societat. En segon lloc i lligat a aquest primer element de la prevenció general, un dels autors més prominents a l'àmbit de la criminologia, Andrew Von Hirsch, assenyala que si es redueix al Dret Penal la missió de trobar una solució entre víctima i delinqüent es nega el dret de la comunitat del manteniment de l'ordre públic i la protecció a les futures víctimes. Per a ell aquesta via no només és ineficaç sinó que tendeix a proporcionar un clima favorable a la comissió de delictes. A més a més sosté que les esferes del dret civil i el penal podrien contaminar-se, barrejar-se.
Un altre sector crític és dirigit cap a el tercer principi, el d'universalitat, en quant que s'hauria de considerar que els delictes violents no poden ser, per la seva gravetat, reparats només per la via alternativa. En aquest sentit, s'uneix el concepte de proporcionalitat; la sanció ha de ser sempre proporcional al dany causat, i en alguns casos això sembla impossible: delictes de violacions reiterades, assassinats, delictes de terrorisme, etc.
Cal dir que els mateixos autors reconeixen aquestes crítiques i que l'aplicació del seu projecte en la societat actual no podria ser total però mantenen la seva visió reparadora i no punitiva en tant que, almenys en l'Europa actual, amb el model retribucionista i sancionador els índexs de criminalitat, delictes i persones empresonades continua pujant sense tenir cap eficàcia en la prevenció general i especial.

## L'àmbitanglosaxó
La justícia restaurativa va començar als Estats Units d'Amèrica a finals dels anys seixanta com a petits experiments per a resoldre casos específics. Al principi, sosté Paul McCold, pioner en projectes restauratius en aquell país, la mediació era justícia restaurativa, i la justícia restaurativa era mediació. En la mediació, una tercera part neutral facilitava un diàleg entre la víctima i l'actor del delicte, on es parlava de com havia afectat el delicte a ambdues parts, compartien informació, conciliaven un acord. La mediació era una eina per aplicar el paradigma restauratiu. L'any 1969 s'estableix l'Institut per a la Mediació i la Resolució de Conflictes, començant a oferir els seus serveis a les comunitats d'afroamericans en conflicte a la ciutat de Nova York, expenent-se cap a la perifèria. La raó de per què la justícia Restaurativa té el seu origen als Estats Units cal trobar-la aquí mateix, a la multiculturalitat i els diferències socio-estructurals que es donaven dinàmicament a les grans ciutats.
A Canadà va començar a Ontario el 1974 amb la mediació entre adolescents i les víctimes dels seus actes vandàlics. Això va donar als programes de reconciliació dels ofensors de víctimes.
Ja en la dècada dels vuitanta a Austràlia s'estableixen centres específics de justícia restaurativa a New South Wales, però la gran novetat va venir de la mà de Nova Zelanda quan el 1981 es crea el model de les conferències entre el grup familiar i entre diferents famílies alhora (les anomenades Family Group Conferences). La participació de les famílies en la protecció dels seus fills i la seva interconexió. El 1986 el problema era similar al dels Estats Units, la diversitat ètnica creava conflictes, sobretot amb els maoris que tenien una concepció antropològica diferent de l'educació occidental i el tracte i comportaments dels fills. El 1986 es va modificar la legislació de protecció dels menors sense en compte aquestes realitats, per la qual cosa es va reforçar el model de les FGC amb equips interdisciplinaris de professionals que treballen amb els pares i l'ambient familiar i escolar per a desenvolupar solucions en problemes d'abusos i protecció.
També al Regne Unit el 1982 començaren a funcionar els primers centres de mediació comunitària a partir del projecte Newham Conflict and Change. El municipi londinenc de Newham és on més concentració d'immigrants hi va haver a patir dels anys setanta i la zona que més va patir el model polític i econòmic del govern de Margaret Thatcher. En aquest projecte es tractava de solucionar els conflictes de convivència i evitar la degradació de la zona. Amb els projectes anglesos i neozelandès es van expandir els límits de la justícia Restaurativa: no només es tractava de formes de mediació sinó d'incloure elements com la família, els veïns, els comerciants. Es tractava no tan sols d'evitar els conflictes sinó de mantenir l'ordre social com a prevenció general.

## El cas català
A Catalunya la Justícia Restaurativa comença a fer-se notar. Tot i que encara falta temps per a poder parlar de Justícia Restaurativa amb tota l'entitat que la caracteritza, a Catalunya s'ha adoptat la Mediació Penal com una eina de possible ús dintre dels processos penals. Va ésser iniciat pel Departament de Justícia de la Generalitat, concretament des de la Secretaria de Serveis Penitenciaris, Rehabilitació i Justícia Juvenil, constitueix llevat de l'experiència valenciana de 1985, el primer exemple de desenvolupament de la mediació al dret penal ordinari.
Mitjançant la mediació penal, s'obre un procés de diàleg i comunicació voluntària entre la víctima i l'infractor. Es treballa en tots els moments del procés penal per a arribar a acords reparadors de manera voluntària i sempre conduïts per un mediador imparcial. És una opció excel·lent per a aquells delictes d'escassa entitat. Les notes bàsiques que es segueixen a Catalunya dins de la mediació penal són la voluntarietat, la imparcialitat del mediador i la confidencialitat. Es tracta doncs, d'una mostra de l'orientació restauradora de la justícia dins del territori català, és una millora afegida al sistema legal actual, avui en dia no constitueix una alternativa global al mateix.
La mediació penal a Catalunya s'emmarca d'acord amb el pla d'acció del Consell i de la Comissió sobre la millor manera d'aplicar les disposicions del Tractat d'Amsterdam relatives a la creació d'un espai de llibertat, seguretat i justícia, i en particular amb el punt 19 i la lletra c) del punt 51 d'aquest, els quals afirmen que en un termini de cinc anys a partir de l'entrada en vigor del Tractat s'ha d'abordar la qüestió del suport a les víctimes mitjançant un estudi comparatiu dels sistemes de compensació per a les víctimes i avaluar la viabilitat d'una actuació a escala de la Unió Europea.
Amb la qual cosa la Decisió marc del Consell, de 15 de març de 2001, relativa a l'estatut de la víctima en el procés penal recomana l'existència de la mediació penal a l'art. 10: 
Mediació penal en el marc del procés penal:
1. Els Estats membres procuraran impulsar la mediació en les causes penals per a les infraccions que al seu judici es prestin a aquest tipus de mesura.
2. Els Estats membres vetllaran perquè pugui prendre's en consideració tot acord entre víctima i inculpat que s'hagi arribat a en ocasió de la mediació en les causes penals.
D'altra banda es dona l'existència de la recomanació 8/2006 del Consell de Ministres dels Estats membres per a l'assistència de les víctimes de crims, també recomana la mediació penal com un mètode de rescabalament per a la víctima.
Dintre del marge que ofereixen tant la normativa comunitària com les normatives internes de cada Estat membre de la Unió Europea per a reparar el dany causat, s'han establert a nivell europeu serveis de caràcter públic que proporcionen una sèrie de professionals especialitzats en la mediació penal.
En aquest sentit, el que es busca és una nova dimensió de política criminal on la prioritat és la política social i la prevenció, una de les finalitats del Dret penal, i l'administració de Justícia pren un rol complementari seguint els principis de subsidiarietat i d'última ratio, cedint el protagonisme a la Justícia Restaurativa. S'intenta donar al Dret penal una funció pacificadora global i no únicament limitada a la incidència dels seus instruments específics, les penes y les mides de seguretat. Es persegueix, d'aquesta manera, la consecució d'un Dret penal més racional, capaç de desmantellar els components irracionals què alimenten les exigències de l'exacerbació punitiva de la Justícia Retributiva.

## Principis de la Justícia Restaurativa[10]
Hi ha tres principis que sostenen les bases de la justícia restaurativa.
- La justícia requereix que es treballi amb l'objectiu que s'ajudi a tornar al seu estat original a aquells que s'han vist perjudicats.
- De desitjar-ho, aquells que s'han vist més directament involucrats o afectats pel delicte, han de tenir la possibilitat de participar en la resposta.
- Finalment, el rol del Govern consisteix a preservar l'ordre públic; i el de la comunitat en construir i mantenir una justa pau.

## Valors dels Programes de Justícia Restaurativa[3]
- El contingut referent a aquest apartat es basa en la col·laboració de Daniel Van Ness al llibre  Restorative Justice. Theoretical foundations.

1. Trobada: es creen oportunitats perquè es reuneixin el delinqüent, la víctima i els membres de la comunitat que també s'hagin vist afectats pel delicte, la víctima o el delinqüent. La trobada restaurativa consta de cinc elements: 
a) Reunió: les trobades poden fer-se directament en una reunió entre víctima i agressor, és a dir, cara a cara, on també poden intervenir altres persones a més de l'assistència d'un facilitador. També es poden fer de manera indirecta a través de l'intercanvi de cartes, gradacions o vídeos, o missatges lliurats per un tercer.
b) Narrativa: les parts parlen de què els va ocórrer, com els va afectar i de com veuen el delicte i les seves conseqüències. Es tracta d'una narració més subjectiva que no pas objectiva i, en conseqüència, posseeix integritat tant per al que parla com per al que escolta.
c) Emoció: la interacció entre les parts és diferent a la d'un procés judicial. La narrativa permet als participants expressar les seves emocions, i això pot tenir un efecte sanador tant per a la víctima com per al delinqüent.
d) Enteniment: les trobades permeten que les parts arribin a una certa empatia, i que es puguin entendre una mica millor entre elles, el delicte, el dany causat pel delicte, i com restaurar aquest dany.
e) Acord: un cop s'han explorat les repercussions personals, materials i morals causades pel delicte, es busca arribar a una resolució que satisfaci a les parts a través d'una negociació.
2.Reparació: la justícia restaurativa intenta reparar el dany causat pel delicte. De ser possible, aquesta reparació ha de ser realitzada pel que va causar el dany. La reparació comprèn quatre elements: 
a) Disculpa: pot ser oral o per escrit. Una disculpa genuïna és una forma significativa de reparació.
b) Canvi en la conducta: una altra forma de reparació és l'acord, per part del delinqüent, que no tornarà a delinquir o que farà alguna cosa per ser menys propens a delinquir de nou, per exemple, canviar d'entorn, assistir a l'escola, buscar una feina, o rebre algun tractament per a l'addicció a les drogues, etc.
c) Restitució: és, probablement, la forma més evident de reparació. La restitució es pot fer amb un pagament monetari, retornant o reemplaçant propietat, o oferint serveis directes a la víctima.
d) Generositat: el delinqüent pot oferir-se per a realitzar serveis que no es troben relacionats amb la víctima ni amb el delicte comès, però que són considerats per la víctima com una mostra de disculpa. Per exemple, el delinqüent pot estar d'acord en realitzar servei comunitari en l'organisme que la víctima triï.
3. Reintegració: s'intenta retornar a la víctima i al delinqüent a la societat com a membres complets i capaços de contribuir en aquesta. Tant la víctima com el delinqüent poden ésser estigmatitzats, per tant, la reintegració és necessària. La reintegració es dona quan la víctima o delinqüent aconsegueixen convertir-se en membres actius i productius de les seves comunitats. Els grups i cercles d'ajuda o les comunitats de fe són exemples de comunitats que afavoreixen la reintegració.
4. Inclusió: s'ofereix la possibilitat que les parts participin activament en la resolució del conflicte. Comprèn tres elements:
a) Invitació: es convida a totes les parts interessades a participar en el procés.
b) Reconeixement dels interessos de les parts: en la justícia convencional, essencialment es reconeixen els interessos de l'acusació i la defensa. En la justícia restaurativa, es reconeix que les parts poden tenir els seus propis interessos i se'ls convida que vetllin per aconseguir-los.
c) Acceptació d'aproximacions alternatives: acceptar que existeixen aproximacions diferents a les que ofereix la justícia convencional com, per exemple, mediació, cercles i grups, conferències, restitució, disculpa i altres formes de reparació.

## Tècniques de Justícia Restaurativa

### Mediació entre víctima i delinqüent
Es tracta d'una reunió cara a cara entre la víctima i el delinqüent que compta amb la presència d'un mediador. Els seus orígens es troben a Ontario (Canadà) l'any 1974 en un cas en el qual dos joves acusats per vandalisme van reunir-se cara a cara amb bona part de les seves víctimes.

### Conferències amb grups de familiars
Es tracta d'un grup més nombrós que no pas el pertanyent a la mediació abans esmentada. A part de participar la víctima com el delinqüent, hi participa gent connectada a la víctima, els familiars del delinqüent així com amics d'ambdós, etc.
És un sistema molt adient per a casos on es veuen involucrades persones joves, ja que, la família juga un rol molt important en la vida d'un delinqüent juvenil.
Podem trobar l'origen d'aquest sistema a Austràlia amb la Young Offenders Act de 1997 i també a Nova Zelanda amb la Children, Young Persons, and their Families Act de 1989.

### Cercles Restauratius
A Hawaii, els cercles restauratius s'ofereixen als interns perquè es trobin amb les seves famílies i amics per atendre les seves necessitats per a un retorn satisfactori a la comunitat. Una de les necessitats que es tracta és la reconciliació. També s'ha desenvolupat un tipus modificat de cercle restauratiu que s'utilitza per a aquells interns els quals els seus familiars no poden o no volen assistir al cercle restauratiu convencional. En aquest són els altres interns amics de l'individu els que s'asseuen al cercle i donen suport en el desenvolupament d'aquest pla de retorn i com l'individu pot reconciliar-se amb els que han sigut perjudicats pel crim i/o per l'empresonament.

### Cercles de sentències
Es tracta d'un mètode en el qual hi poden participar una pluralitat de subjectes com ara la víctima, la gent propera a la víctima, el delinqüent, la gent propera al delinqüent, el jutge, el fiscal, la policia i tots aquells membres de la comunitat interessats. Mitjançant aquest cercle, tots aquest subjectes poden parlar per entendre el conflicte i poden junts, identificar els esglaons necessaris per assistir a les parts i per prevenir futurs crims.

### Juntes Restauratives de la Comunitat
Està formada per un grup petit de ciutadans, prèviament entrenats, que condueixen trobades públiques cara a cara amb delinqüents condemnats a participar en el procés, que han sigut derivats per la policia o com a part d'un procés extrajudicial.
Es convida a les víctimes a participar en el procés reunint-se tant amb la junta com amb el delinqüent (o indirectament mitjançant una declaració de la víctima que es comparteix amb el delinqüent i la junta). Durant la trobada, els membres de la junta discuteixen amb el delinqüent sobre el delicte, l'impacte en el comportament i les conseqüències negatives. Després es busca arribar a un acord respecte a una sèrie d'accions que el delinqüent haurà de portar a terme dins un període determinat per a reparar el dany causat pel delicte. Un cop ha passat aquest temps, la junta remet un informe al jutjat o a la policia respecte al compliment de l'acord.

### Cercles de Suport i Responsabilitat
Els COSA (Circles of Support and Accountability) es van originar al Canadà amb l'objectiu de millorar la integració dels delinqüents sexuals a la seva comunitat. Els estudis indiquen que participar en aquests cercles pot reduir la reincidència d'aquests delinqüents fins a un 50% i que en cas de reincidir les agressions sexuals acostumen a ser menys greus.